# Courgis
Courgis település Franciaországban, Yonne megyében. Lakosainak száma 241 fő (2022. január 1.). Courgis Beine, Saint-Cyr-les-Colons, Chablis, Chitry és Préhy községekkel határos.

## Népesség
A település népességének változása:
| Lakosok száma | 259  | 262  | 267  | 257  | 258  | 260  | 261  | 251  | 241  |
|               | 2013 | 2015 | 2016 | 2017 | 2018 | 2019 | 2020 | 2021 | 2022 |